# Timios
Timios (I wiek p.n.e./I wiek?) – Cypryjczyk spowinowacony z dynastią herodiańską.
Był mężem Aleksandry, córki Fazaela II i wnuczki Heroda Wielkiego. Przypuszcza się, że był cypryjskim arystokratą. 
W 13/12 p.n.e. cesarz rzymski Oktawian August podarował Herodowi Wielkiemu połowę dochodów z kopalni miedzi na Cyprze. Badacze domyślają się, że prokuratorem królewskich tych kopalni mógł zostać właśnie Timios.